# Fossebrekke Station
Fossebrekke Station (Fossebrekke holdeplass) var en jernbanestation på Numedalsbanen, der lå i Nore og Uvdal kommune i Norge.
Stationen åbnede som trinbræt, 1. juli 1929, to år efter åbningen af selve banen. Trafikken på strækningen mellem Rollag og Rødberg, hvor stationen ligger, blev indstillet 1. januar 1989, hvorved stationen blev nedlagt. Den eksisterer dog stadig og består af et spor og en kort af træ samt et mindre læskur. Fylkesvei 109 krydser banen ved stationen.